# オストヴィント
オストヴィント（ドイツ語：Ostwind）は第二次世界大戦中にドイツ陸軍が運用した対空戦車。正式名称はIV号対空戦車オストヴィント (独：Flakpanzer IV Ostwind)。“Ostwind”とはドイツ語で「東風」を示す。

## 概要
ヴィルベルヴィントと同じように IV号戦車の車体を流用した対空戦車で、ヴィルベルヴィントの攻撃力不足を重大と見たドイツ陸軍が新たに発注した。ただし、オストヴィントはあくまでメーベルワーゲンを置き換えるべきものであり、ヴィルベルヴィントは単に対空戦車不足を補うためのつなぎに過ぎなかったとの見方もある。
搭載砲の3.7 cm FlaK 43対空機関砲は2 cm Flak 38機関砲に比べて射程が長く、一発の破壊力も大きかった。陸軍は100輌を発注したが、生産担当のオストバウ社はヴィルベルヴィントの生産に追われており、生産ラインを即座に変更することが出来なかった。
試作型ではヴィルベルヴィントと同じく未改修のIV号戦車の車体に対空砲塔を載せていたが、量産型ではクーゲルブリッツと同じく、より直径の大きいティーガーI重戦車用の砲塔リングを用いたものとなり、これに伴い車体上部のハッチの配置が変更されるなど改修箇所が多かった。このためIV号戦車から改造された36輌（試作型に比べ砲塔が大型化、下部に跳弾用の張り出しが付く）と、クーゲルブリッツ用に作られた、操縦手・無線手ハッチが斜めに配置された車体を転用した7輌のみが1944年12月から翌3月までの間に生産されたと言われている。
なお、G初期型車体を用いた試作型の写真はよく知られており、またIV号戦車改造の量産型の写真も確認されたが、クーゲルブリッツ用車体の量産型であることが明確にわかる車輌の写真は確認されていない。
発展型として、武装を単裝から砲身を縦に並べた縦型連装に強化した3.7cm Flakzwilling43に強化したオストヴィントIIが設計されたが、計画のみに留まった。
派生型として、オストヴィントの砲塔をIII号戦車の車体に搭載できるよう改修後に搭載した、III号対空戦車が大戦末期に生産されたが、その生産数は極めて少ない（一説には18両）。